# Piricauda pelagica
Piricauda pelagica är en svampart som beskrevs av T. Johnson 1958. Piricauda pelagica ingår i släktet Piricauda, divisionen sporsäcksvampar och riket svampar.   Inga underarter finns listade i Catalogue of Life.